# イタリア領リビアFI形気動車

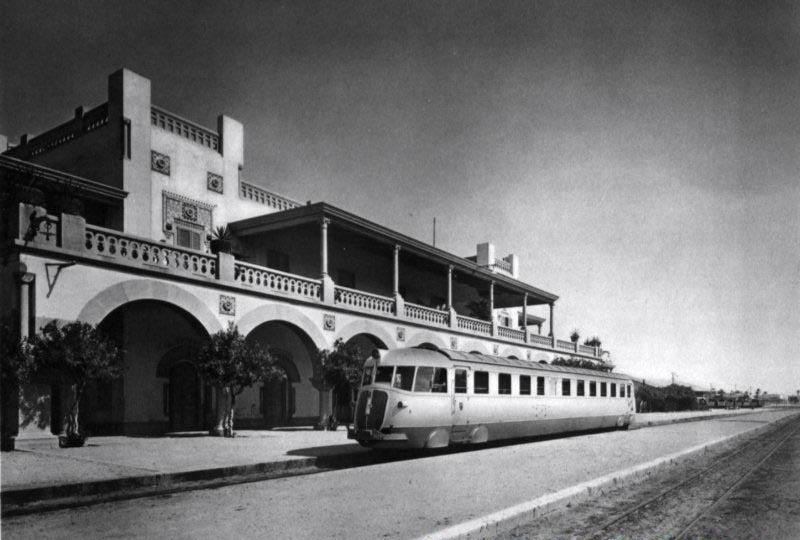
トリポリ駅に停車しているFI形、1950年代

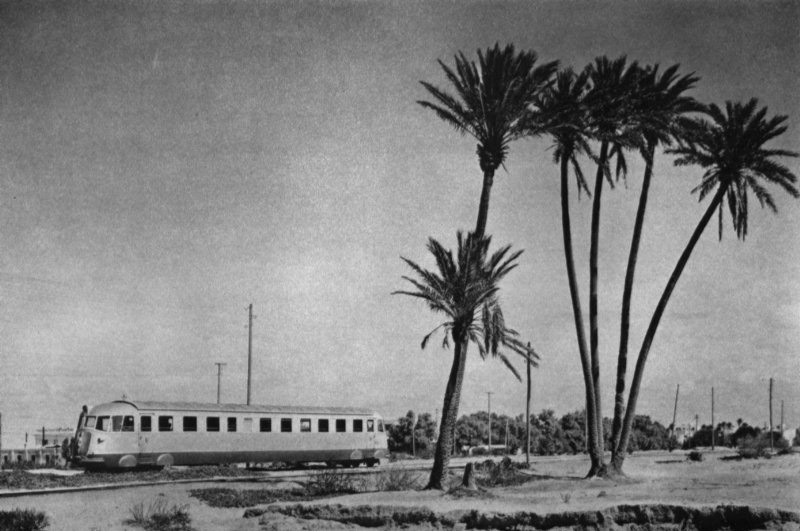
キレナイカ地方の路線で運行されるFI形、1950年代

イタリア領リビアFI形気動車（イタリアりょうリビアFIがたきどうしゃ）は現在のリビアでかつて運行されていた鉄道で使用された1等/2等/3等/郵便合造機械式気動車である。

## 概要
アフリカ大陸北部の地中海に面する、現在リビアとなっている地域は1911年からの伊土戦争の結果、1912年に地中海沿岸のトリポリタニア地域とキレナイカ地域がイタリア領となり、その後反イタリア抵抗運動も経ているが、1930年代には内陸部のフェザーン地域も加わった現在のリビア全域がイタリア王国の植民地であるイタリア領リビアとなっていた。この地域における鉄道はトリポリタニアでは1912年に建設が始まり、地中海沿岸の港湾都市であるトリポリからイタリアの狭軌私鉄標準の950mm軌間で118km、90km、21kmの3路線が開業し、一方、キレナイカでは同じく港湾都市のベンガジから108kmと56kmの2路線が当初750mm軌間で、後に950mmに改軌されて1911-27年に開業していた。これらの路線では、イタリア国内から持ち込まれたR301およびその過熱蒸気型のR302や、R401といった蒸気機関車が主力となっており、これらの機体が貨車もしくは客車を牽引していた。
一方、イタリア国内では、1930年代以降、リットリナと呼ばれる、1基もしくは2基のエンジンを搭載した機械式の軽量気動車が各地で導入されており、省力化や高速化、サービス向上などが図られており、イタリアの植民地においてもイタリア領東アフリカ（現在のエリトリア）のエリトリア鉄道において1935年-37年にイタリアのフィアットで製造された狭軌・勾配線区用2機関搭載型リットリナを計11機導入して高速化を図っていた。この実績をもとに同じくアフリカのイタリア植民地であったイタリア領リビアとイタリア領東アフリカ（現在のエチオピアおよびジブチ）にも引続いてリットリナが導入され、前者に8機が導入された機体が本項で記述するフィアット型番040のFI形、後者に4機が導入された機体が同じく型番038のZZ-AB形であり、FI形はディーゼルエンジン2基搭載の1等/2等/3等/郵便合造気動車であった。

## 仕様

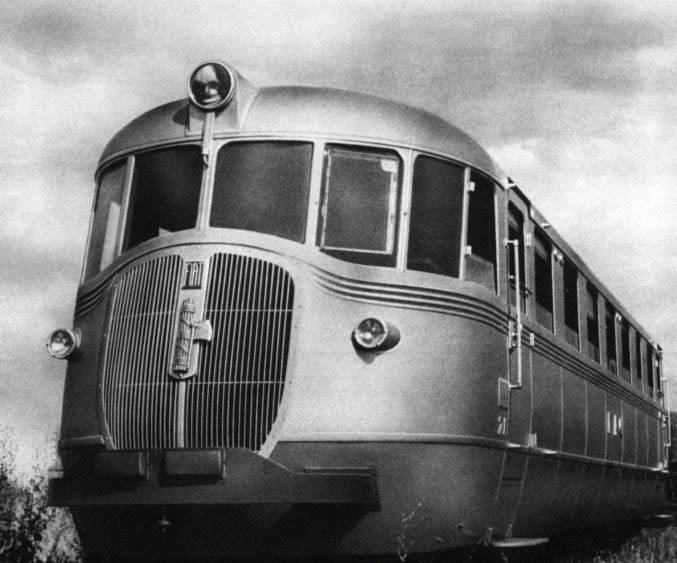
イタリア国内のフィアット製リットリナと同型のFI形の前頭部、1950年代

### 車体・走行機器
- 車体は一連のイタリア製軽量気動車のデザインの流れを汲んだ流線形で、構体は軽量構造の全金製で窓下部や車体裾部などに型帯入るものとなっており、車体幅2400mmはイタリア国鉄の標準軌用の機体と同一幅であるが、全長が22000mmとイタリア国鉄の標準的なリットリナの18000mm前後より長くなっている[注釈 5]ことが特徴となっている。正面はイタリア国鉄のが導入したリットリナであるALn56のうちフィアット型番031の機体やALn556のうちフィアット型番034の機体などと同様のデザインの流線形で、正面窓は曲面に沿って側面まで回り込む8枚窓、正面窓下部左右に前照灯が設置されるほか、正面窓下部中央に車体裾部まで至る大型のラジエターグリルが設置されている。なお、ラジエター前部には簡易連結器を設けたバンパーが設置される。
- 車内は乗務員室と乗降デッキ、3等客室、手荷物スペースとトイレ、1等客室、2等室、郵便荷物室、乗降デッキと乗務員室の配列で、乗務員室はデッキ及び客室とそのままつながっているが、各客室間は仕切壁で仕切られ、郵便荷物室は中央の通路の左右にそれぞれ設置されており、また、トイレの対面部分が手荷物スペースとなっている。側面は窓扉配置D311231D（乗降扉-3等室窓-手荷物スペース窓-トイレ窓-1等室窓-2等室窓-郵便荷物室窓-乗降扉）となっている。座席は1等室は2+1列。2等室および3等室は2+2列の4人掛けの固定式クロスシートが1等2ボックス、2等3ボックス、3等3ボックスの配置で2等室と3等室は客室仕切壁部の座席配置が扉位置に合わせて一部変則的となっており、座席定員は1等/2等/3等で各6/23/20名8名の計24名となっている。
- 側面窓は下落とし窓、乗降扉は外開戸となっており、また、台車横部を含む車体側面下部にも床下カバーが設置され、車輪を避ける形で円形のカバーが設けられている。屋根は、同じアフリカ大陸の現在のエリトリアとエチオピアの路線に導入されたフィアット製リットリナと同様の、通常の屋根の上にもう1枚日射避け・防熱用の屋根を設置した2重屋根となっている。
- 本形式は走行装置もイタリア国鉄などの本国で導入されていたリットリナと同様のものである。基本的には機械式気動車である[注釈 6]リットリナはそれ以前の気動車と異なり、最初の機体である1932年製のALb48およびALb64でも車体の片側台車に装架した主機を運転士が前後どちらの運転台からも操作可能なものであったが、その後1933年製のALn56では前後の台車に装架した2基の主機の総括制御が、1936年製のALn556では2両編成以上の重連総括制御が可能となっていた。FI形では、Fiat製直列6気筒、定格出力83kWの356C型[注釈 7]予燃焼室式ディーゼルエンジンを主機として、これと機械式の4段式変速機を前後の台車上に1基ずつ搭載して台車の車体内側の各1軸を駆動しており、最高速度は90km/h、主機と4段変速の変速機は運転台からの遠隔制御であるが重連総括制御機能は有しておらず、力行はアクセルペダル、変速および空気ブレーキは運転台のハンドルによる操作であった。
- 台車は鋼材組立式で、枕バネは重ね板バネが台車枠と軸箱にまたがる形で設置されており、基礎ブレーキ装置はドラムブレーキとなっている。

### 主要諸元
- 軌間：950mm
- 動力方式：ディーゼルエンジンによる機械式
- 最大寸法：全長22200mm、全幅2400mm、屋根高3230mm
- 軸配置：(1A)（A1)
- 車輪径：720mm
- 台車軸距：2800mm
- 自重：22t
- 座席定員：1等12名、2等23名、3等30名
- 主機：Fiat製6気筒356C×2基（定格出力：85kW×2、シリンダ径×行程：115×160mm、排気量17l）
- 最高速度：90km/h

## 運行

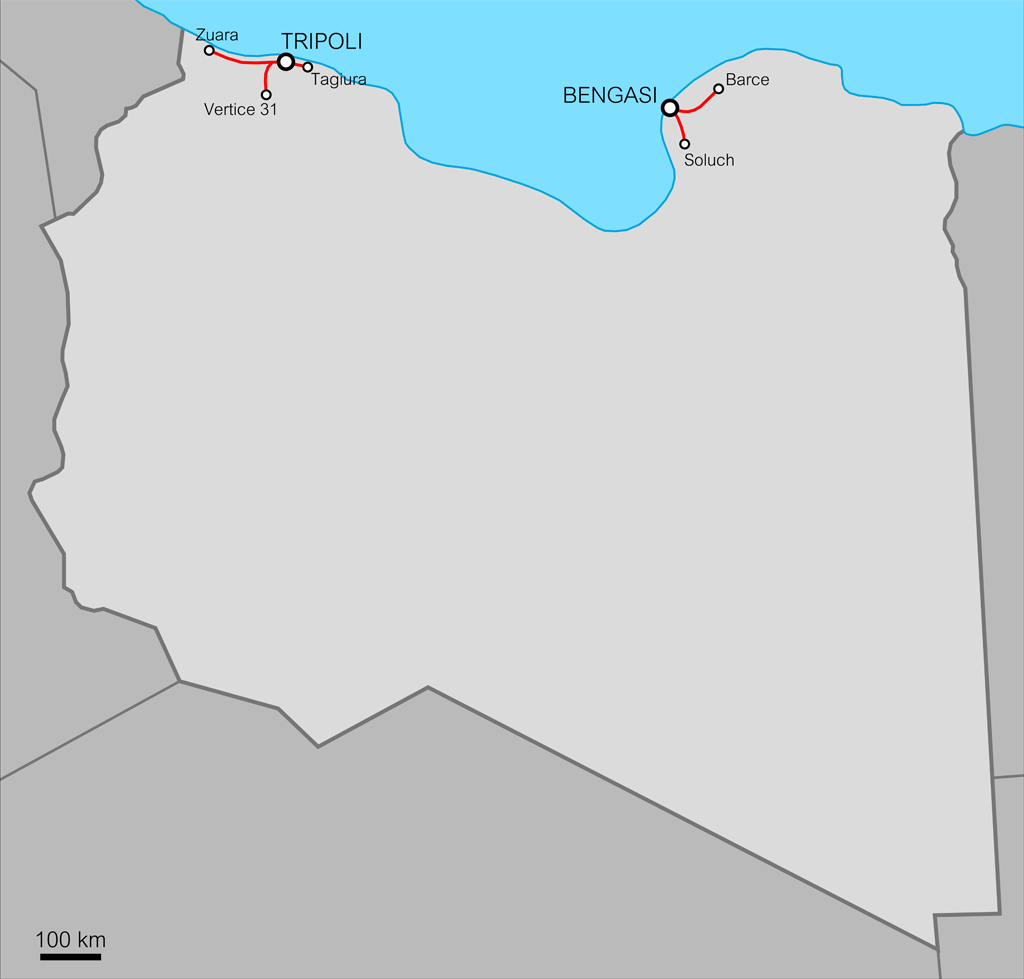
イタリア領リビアの鉄道路線図

- イタリア領リビアの鉄道は、トリポリタニアの中心都市であるトリポリと、同じくキレナイカの中心都市のベンガジからそれぞれ3路線と2路線が1911年から徐々に建設されていたが、建設予定であったトリポリとベンガジを結ぶ路線は第二次世界大戦の影響により実現はしていない。イタリアによって建設された路線は基本的には同国の狭軌私鉄と同じ950mm軌間で建設され、当初750mm軌間で建設されていたベンガジ近郊の路線も後に950mmに改軌されている。
- 各路線の概要は以下の通り。
  - トリポリからの路線
    - トリポリ - サブラタ - ズワーラ(118km)
    - トリポリ - Vertice31（ガリヤン近郊、90km)
    - トリポリ - タジュラ VS(21km)

  - ベンガジからの路線
    - ベンガジ - マルジュ(108km)
    - ベンガジ - スルーク(56 km)
- 本系列は導入後、トリポリタニア側に5機が、キレナイカ側に8機が配置されて運行されていた。イタリア領リビアでは、本形式のほか、開業当初からイタリア本国より転入していたR301、R302、R401といった蒸気機関車が客車および貨車を牽引する列車が運行されていた。
- その後イタリア領リビアは第二次世界大戦後にイギリスとフランスの共同統治領となり、トリポタニア、キレナイカはイギリスの統治下におかれ、1951年にリビア王国が成立し、その後1969年にリビア・アラブ共和国が成立するという経過をたどっており、イタリア領リビア時代に建設された鉄道をベースとする950mm軌間の鉄道網は第二次世界大戦時に破壊された路線もあるが、イギリス軍の管理下で運行されており、同じ旧イタリア領のイギリス保護領エリトリア（現在のエリトリア）のエリトリア鉄道からR441形単式マレー式蒸気機関車4機や貨車などが移動して使用されていた。また、第二次世界大戦中にマルジュからデルナ間に約40kmの軍用鉄道が敷設されてこの路線が1965年まで運行されており、これがリビアで最後まで運行されていた950mm軌間の路線となっている。
- 本形式は戦後も運行されていたが、詳細は不明であるが950mm軌間の鉄道の末期である1960年代まで運行されていた。また、1960年代のトリポリ近郊では2機の廃車体が残存していたが、これらの機体は経年による若干の改造が行われていたほか、正面のラジエターグリル部のフィアットのマーク及びファスケスの紋章が撤去されてリビア王国の国旗の紋章に交換されていた。また、同じ時期に本形式もしくは本形式と同形態のリットリナの車体の先頭部約5mを切断して2軸の小型気動車とした機体が2機確認されている。